# Алма-Бель
Алма-Бель (кирг. Алма-Бел) — село в Ала-Букинском районе Джалал-Абадской области Кыргызстана. Входит в состав Первомайского айылного аймака.

## География
Село расположено в юго-западной части области, на левом берегу реки Сумсар, на расстоянии приблизительно 23 километров (по прямой) к юго-западу от села Ала-Бука, административного центра района. Абсолютная высота — 1122 метра над уровнем моря.

## Население
Согласно оценочным данным Национального статистического комитета Кыргызской Республики, численность населения села на начало 2023 года составляла 338 человек.
| год     | 2009 | 2014 | 2015 | 2020 | 2021 | 2023 |
| ------- | ---- | ---- | ---- | ---- | ---- | ---- |
| человек | 281  | 399  | 323  | 420  | 312  | 338  |